# María Moreno
María Moreno, geborene María del Pilar Moreno Blasco (* 14. Mai 1933 in Madrid; † 17. Februar 2020 ebenda) war eine Malerin des spanischen Realismus. 

## Leben und Werk
Moreno wurde 1933 in Madrid geboren. Sie gehörte dem Künstlerkollektiv Realistas de Madrid an und malte in der Tradition der spanischen Realisten, zu deren Merkmal technische Perfektion und die realistische Darstellung des zeitgenössischen Geschehens gehören. Die Motive und Sujets sind unprätentiös: Interieurs, Stillleben, Atelierszenen, menschliche Figuren und Landschaften.
Sie war mit dem Maler Antonio López García verheiratet.
Wichtige Vertreter des spanischen Realismus sind mit María Moreno Isabel Quintanilla (1938–2017), Antonio López Garcia (* 1936), Francisco López Hernández (1932–2017) und Salustiano (* 1965).

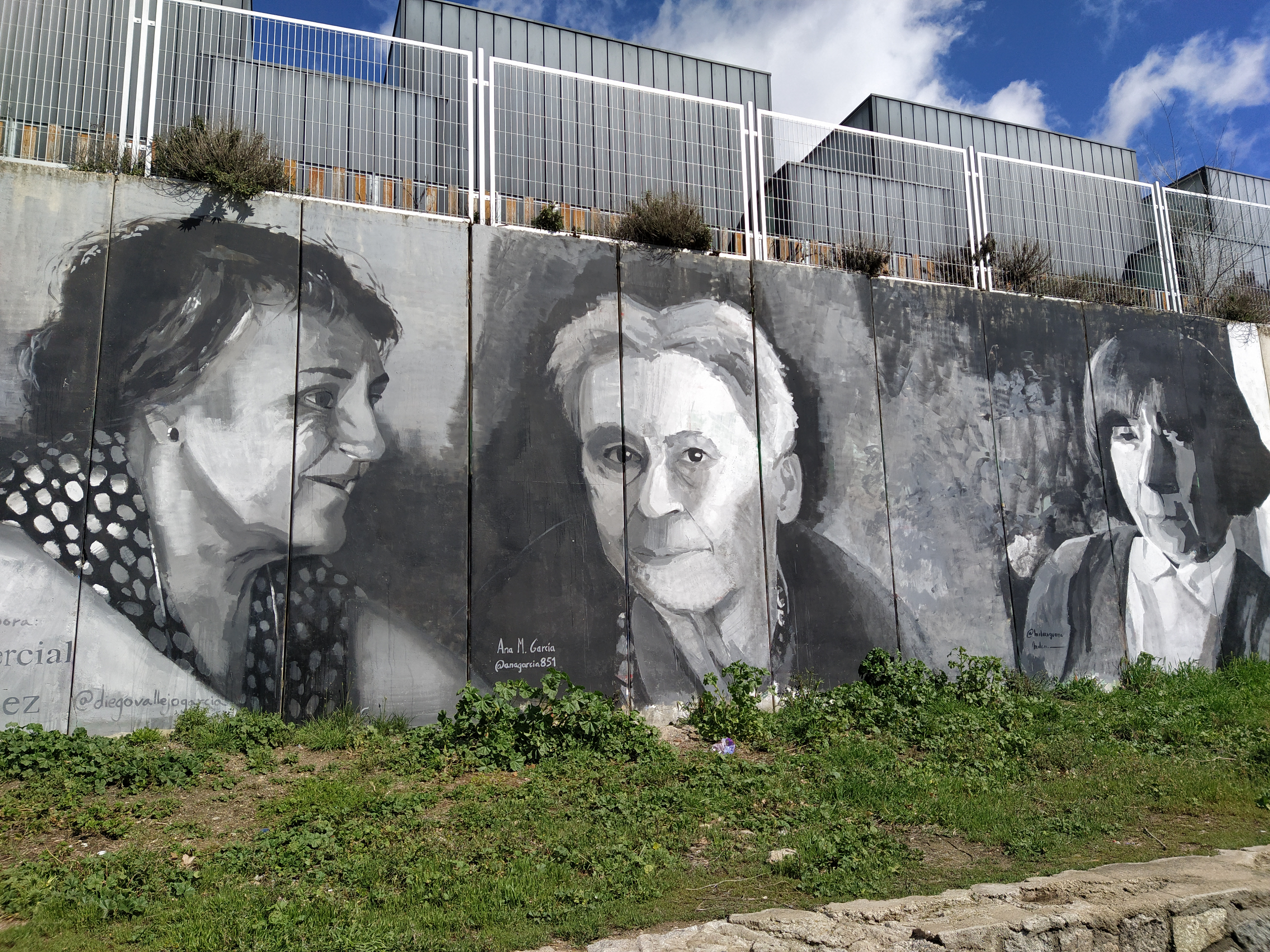
María Moreno dargestellt in Ávila neben Isabel Quintanilla und Amalia Avia

## Gruppenausstellungen (Auswahl)
- 1977: documenta 6, Kassel
- 1978: Als guter Realist muß ich alles erfinden Internationaler Realismus heute – Kunstverein in Hamburg, Hamburg
- 1986: 7 Spanische Realisten – Michel Soskine Inc. – New York, New York
- 2002: Mimesis et inventio – Zeitgenössische Stillleben in Europa–Panorama Museum, Bad Frankenhausen
- 2007: Im Licht der Wirklichkeit – Zeitgenössischer Realismus in Spanien – Panorama Museum Bad Frankenhausen[5]
- 2008: 50 años después – Galería Leandro Navarro, Madrid